# Dzierzgów (województwo łódzkie)
Dzierzgów – wieś w Polsce położona w województwie łódzkim, w powiecie łowickim, w gminie Nieborów.
Wieś duchowna wójtowska nadawana, położona była w drugiej połowie XVI wieku w powiecie sochaczewskim ziemi sochaczewskiej województwa rawskiego. Była wsią klucza kompińskiego arcybiskupów gnieźnieńskich, powstała w drugiej połowie XVI wieku. W latach 1975–1998 miejscowość administracyjnie należała do województwa skierniewickiego.